# Tallium-bromid
A tallium-bromid a tallium és bróm vegyülete, képlete TlBr.

## Előfordulása
A főként tallium-kloridból álló lafossait ásványban fordul elő.

## Előállítása
Előállítható tallium-szulfát vagy tallium-nitrát és tiszta hidrogén-bromid reakciójával:
{\displaystyle \mathrm {Tl_{2}SO_{4}+2\ HBr\longrightarrow 2\ TlBr} }

## Tulajdonságai
Vízben gyakorlatilag oldhatatlan szilárd anyag. Cézium-klorid típusú köbös rácsban kristályosodik (a = 397 pm).

## Felhasználása
Szobahőmérsékletű röntgen- és gamma-sugárzás detektorokban, valamint kék fényre érzékeny fotodetektorokban; illetve a közeli infravörös sugárzást alkalmazó eszközök optikáiban alkalmazzák. Tallium-jodiddal alkotott elegykristályát, a tallium-bromid-jodidot az ATR-spektroszkópiában használják.

## Toxicitása
A tallium rendkívül toxikus, felhalmozódó méreg, mely fel tud szívódni a bőrön keresztül. A tallium szervezetbe kerülésének akut és krónikus hatásai közé tartozik a fáradtság, végtagfájdalom, perifériás ideggyulladás, ízületi fájdalom, hajhullás, hasmenés, hányás, valamint a központi idegrendszer károsodása.

## Fordítás
- Ez a szócikk részben vagy egészben  a   Thallium(I)-bromid című német Wikipédia-szócikk fordításán alapul.  Az eredeti cikk szerkesztőit annak laptörténete sorolja fel. Ez a jelzés csupán a megfogalmazás eredetét és a szerzői jogokat jelzi, nem szolgál a cikkben szereplő információk forrásmegjelöléseként.
- Ez a szócikk részben vagy egészben  a   Thallium(I) bromide című angol Wikipédia-szócikk ezen változatának fordításán alapul.  Az eredeti cikk szerkesztőit annak laptörténete sorolja fel. Ez a jelzés csupán a megfogalmazás eredetét és a szerzői jogokat jelzi, nem szolgál a cikkben szereplő információk forrásmegjelöléseként.